# Moses Rodgers
Pour les articles homonymes, voir Rodgers.
 (novembre 2015).
Si vous disposez d'ouvrages ou d'articles de référence ou si vous connaissez des sites web de qualité traitant du thème abordé ici, merci de compléter l'article en donnant les références utiles à sa vérifiabilité et en les liant à la section « Notes et références ».
Moses Logan Rodgers (1835 - 22 octobre 1900) est un pionnier afro-américain arrivé en Californie au début de la ruée vers l'or, en 1849.